# Château ducal de Torremaggiore
Le château ducal de Torremaggiore, ou château ducal de Sangro est un château médiéval, situé dans la commune  de Torremaggiore dans la province de Foggia dans les Pouilles,.

## Histoire
Le château a été fortifié à l'époque normande, et fut agrandi et modifié au fil des siècles par les différentes maisons féodales qui l'habitèrent, jusqu'à prendre son aspect Renaissance actuel. il fut utilisé au fil des siècles comme résidence des ducs Di Sangro (it), princes de San Severo.
Le 30 janvier 1710, le scientifique Raimondo di Sangro naît au château ducal de Torremaggiore. Il est connu pour ses machines anatomiques conservées dans la crypte de la Chapelle Sansevero à Naples.
Il a été déclaré Monument National par la Direction Générale des Antiquités et des Beaux-Arts le 22 août 1902.

## Description
De forme quadrilatère irrégulier, il se caractérise par six tours, dont quatre cylindriques à créneaux, situées aux angles, et deux quadrangulaires dont la tour carrée non crénelée d'origine normande, dite La Maschio qui était le donjon, dans la cour centrale (XIIe siècle). Il était autrefois entouré de douves profondes de 10 m et l'entrée protégée par un pont-levis et par deux guérites.
Depuis l'entrée principale, on accède à la cour pavée en dalles de lave. Un escalier mène à l'étage principal avec la salle du trône et à un puits intérieur. L'entresol, qui était l'ancien corps de garde, abrite une exposition archéologique.
À l'intérieur se trouvent les précieuses fresques de l'école napolitaine conservées dans la salle du Trône et dans la chapelle Palatine ; le cadran solaire situé sur la tour centrale ; l'élégante loggia dans la cour centrale ; les restes de la fenêtre à meneaux aragonaise du côté sud ; la cellule de prison créée dans la tour nord-ouest.

## Galerie

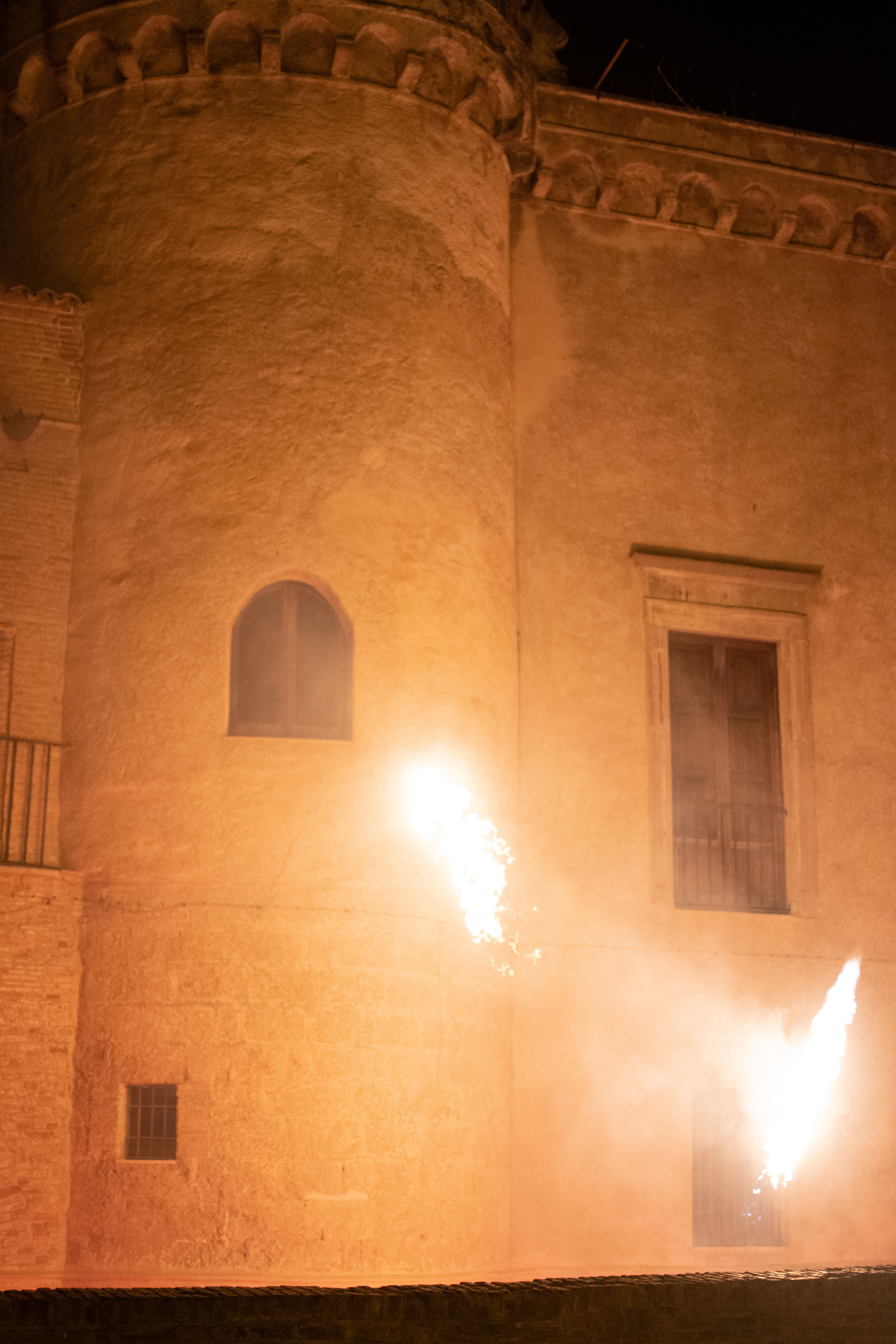
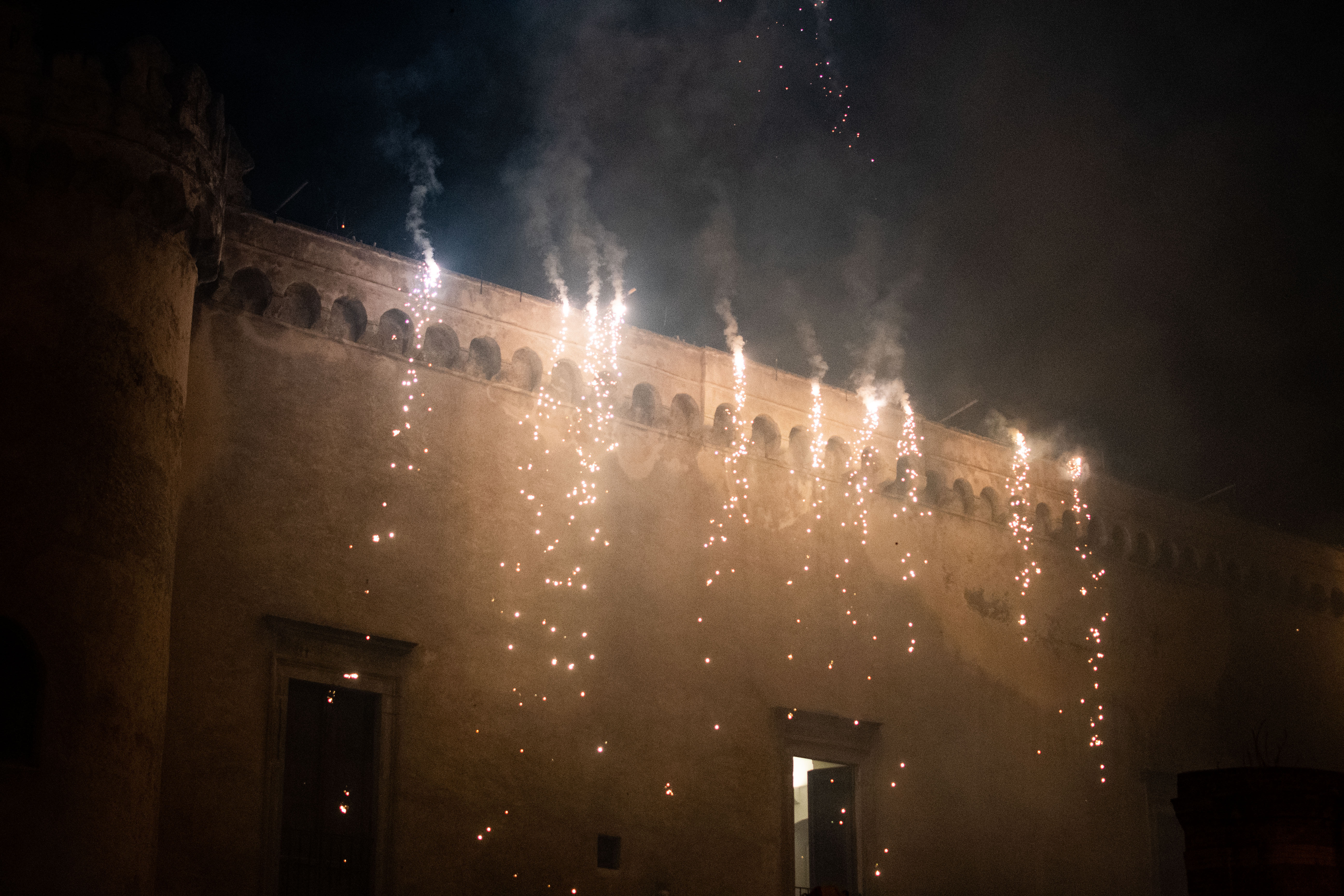